# 東德航空1144號班機事故
東德航空1144號班機是一班由柏林飛往蘇聯莫斯科的定期航班，由空中巴士A310執行。1991年2月11日，編號為D-AOAC的空中巴士A310-304執行此班機，在降落時發生事故，由於機長處置得當，成功將飛機從5次失速拯救回來，無人死亡，機上200名乘客和10名機組人員全數生還。相同的問題發生在3年後的中華航空140號班機，但機長無法挽救飛機而墬毀。

## 事故經過
因當時統一後的德國仍受共產世界影響，且機組人員有前東德軍官背景，機組成員資料佚失，名字不詳，當日班機降落時，發現有飞机跑道入侵，機長启动重飞模式，AFCS系統啟動為重飛模式，自動駕駛忽略飛行員操作，調整水平安定面，導致飛機俯仰狀態不正確，爬升至2100英尺後，仰角達到88度近乎垂直，隨後飛機失速向下俯衝，機長為拯救飛機，推加油門拉起機頭，拉起後AFCS系統再度誤判為重飛模式，再次大仰角爬升，歷經5次近幾墜毀的失速後，機組成功解除自動駕駛後降落飛機，期間據傳機長因飛機多次失控而罵出了「Scheiße Kapitalistischen Technik」（德語，意即「該死的資本主義科技」）。
事後蘇聯民用航空部、德國聯邦航空事故調查局均介入調查，空中巴士與通用電氣公司亦派員協助。

## 其他
該架A310-304飛機註冊編號之後改為(10+23)成為德國政府行政專機，據稱2022年退役成為霍登哈根動物公園的餐廳。

## 外部連結
https://www.youtube.com/watch?v=FJViilcDTyw （页面存档备份，存于）

https://www.youtube.com/watch?v=U-pCXPkN9zU&t=91s

https://aviation-safety.net/wikibase/147079 （页面存档备份，存于）

https://aviation-safety.net/wikibase/147069 （页面存档备份，存于）